# Laredo Kid
Laredo Kid (Novo Laredo, 30 de dezembro de 1986) é um luchador enmascarado mexicano, ou seja, um lutador de luta livre profissional mascarado. Ele trabalha atualmente tanto para a Total Nonstop Action Wrestling (TNA) quanto para a Lucha Libre AAA Worldwide (AAA). Na TNA, ele é ex-campeão de mídia digital, enquanto na AAA, é bicampeão e atual detentor do Campeonato Mundial dos Pesos-Médios da AAA.
O nome verdadeiro de Laredo Kid não é de conhecimento público, como é comum entre os lutadores mascarados no México, onde a vida pessoal costuma ser mantida em segredo dos fãs de luta livre. Laredo Kid começou sua carreira usando o nome de ringue The Exterminador, mas o mudou para "Laredo Kid" após um ano. Ele assinou contrato com a AAA em 2005 e trabalhou na promoção por vários anos antes de deixá-la para atuar no circuito independente mexicano.

## Carreira na luta livre profissional
O lutador que mais tarde seria conhecido como Laredo Kid fez sua estreia no wrestling profissional em 2003, sob o nome de "Exterminador". Com frequência, ele lutava contra seu irmão, conhecido como "Oscuridad", e trabalhava ao lado de seu tio e treinador Muerte Súbita (também conhecido como "El Hechicero"). Ele atuou no circuito independente mexicano até o início de 2005.

### Asistencia Asesoría y Administración (2005–2011)
Após assinar com a Asistencia Asesoría y Administración (AAA) em 2005, ele foi reformulado com o nome de "Laredo Kid", em homenagem à sua cidade natal, Novo Laredo, Tamaulipas. A primeira aparição de destaque de Laredo Kid na AAA foi no evento Verano de Escándalo de 2005, onde ele formou equipe com os Los Barrio Boys (Alan, Billy Boy e Decniss), em uma derrota para Gran Apache e a Black Family (Cuervo, Escoria e Ozz). Em dezembro de 2005, Laredo Kid lutou ao lado de Hombre sin Miedo, Príncipe Zafiro e Rey Cometa em uma derrota para Kaoma Jr., Oscuridad (irmão de Laredo Kid), Río Bravo e Tito Santana no evento Guerra de Titanes 2005. Posteriormente, Laredo Kid e Hombre sin Miedo conquistaram o Campeonato de Duplas do Estado de Tamaulipas. Após o Guerra de Titanes, Laredo Kid e Rey Cometa se uniram a Super Fly, Nemesis, Pegasso e Aero Star para formar o grupo Real Fuerza Aérea, uma equipe composta por jovens voadores mascarados, conhecidos por seu estilo aéreo e trajes coloridos.
Em 10 de março de 2006, a Real Fuerza Aérea fez sua primeira aparição como grupo em um grande evento da AAA, quando Laredo Kid, Super Fly e Nemesis foram derrotados pelos Los Diabólicos (Ángel Mortal, Mr. Cóndor e Gallego) no evento Rey de Reyes 2006. Três meses depois, a Real Fuerza Aérea — dessa vez formada por Laredo Kid, Nemesis, Super Fly e Rey Cometa — desafiou a Black Family (Chessman, Cuervo, Escoria e Ozz) pelo Campeonato Nacional Atómicos do México no Triplemanía XIV. A luta terminou sem vencedor ("No contest"), o que levou à vacância do título. Em uma gravação subsequente para a televisão, a Black Family derrotou a Real Fuerza Aérea e reconquistou o cinturão.
No outono de 2006, a AAA realizou um torneio chamado Luchando Por un Sueño, onde lutadores de categorias baixa e média competiram em um torneio de eliminação simples com 12 participantes. Laredo Kid derrotou Mr. Cóndor na primeira rodada e Pesadilla nas semifinais, garantindo sua vaga na final, que aconteceu durante o evento Verano de Escándalo 2006. Em 17 de setembro de 2006, Laredo Kid venceu Kaoma Jr. e Gran Apache para conquistar o torneio Luchando Por un Sueño, que até então foi o único desse tipo realizado. No evento Guerra de Titanes 2006, Laredo Kid, junto com El Brazo Jr., El Ángel e El Elegido, foi derrotado pela equipe Los Vipers (Abismo Negro, Antifaz, Charly Manson e Histeria).

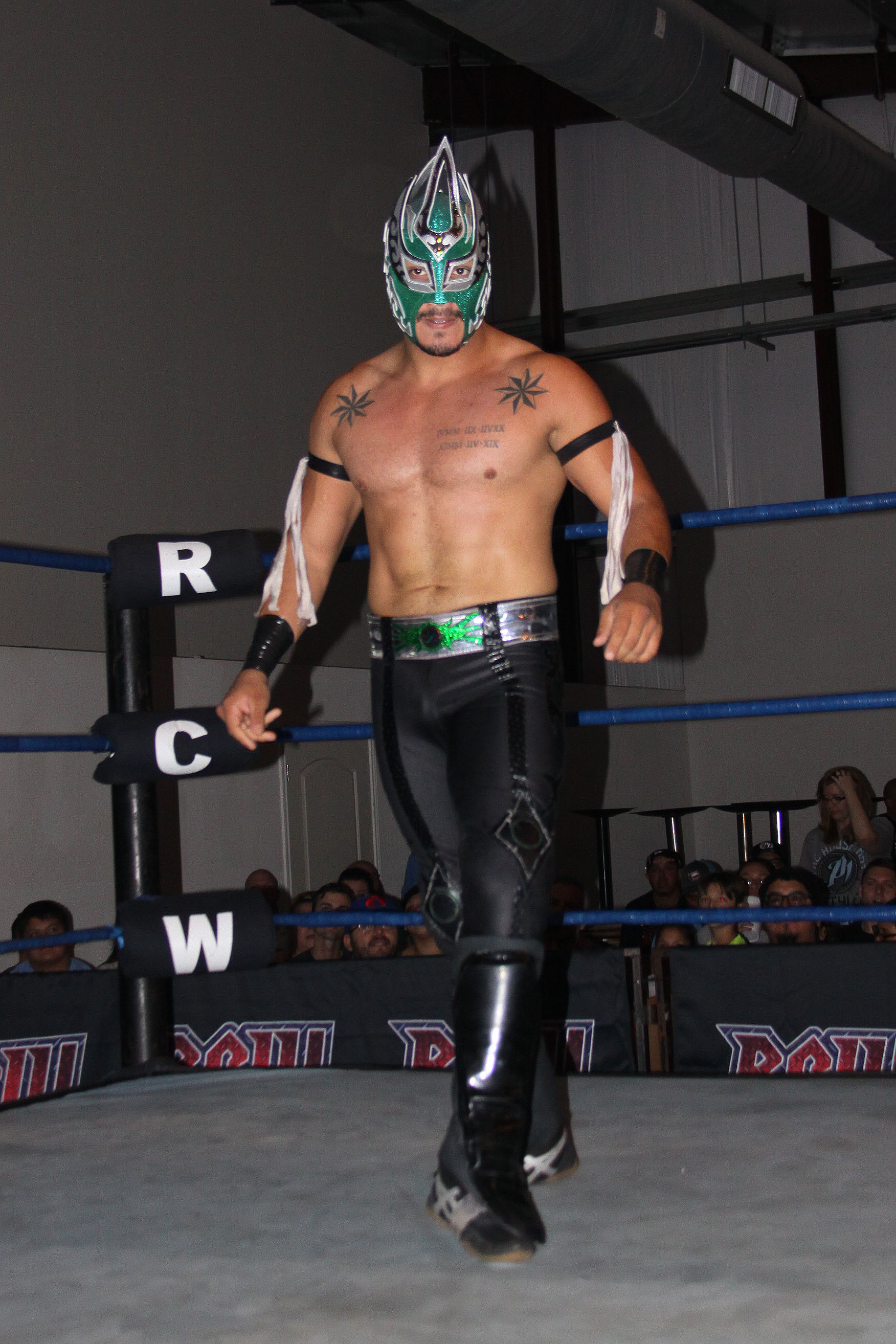
Laredo Kid no ringue.

Laredo Kid foi um dos participantes do torneio original Alas de Oro, mas foi eliminado pelo vencedor final, Extreme Tiger. No Triplemanía XV, Laredo Kid e Gran Apache derrotaram Super Fly e Super Caló em uma luta de duplas Relevos Suicidas. A derrota forçou Super Fly a enfrentar Super Caló em uma luta de aposta de máscara contra máscara (Lucha de Apuestas). Em agosto de 2008, Laredo Kid, junto com El Oriental, Histeria e Antifaz, viajou ao Japão para competir na turnê "Shiny Navigation" da Pro Wrestling Noah de 2007, que teve mais de dez eventos entre 19 de agosto de 2007 e 2 de setembro de 2009. Na maioria das noites, Laredo Kid fez equipe com El Oriental contra Histeria e Antifaz, às vezes em lutas de trios, em que ele se juntava a Ricky Marvin, enquanto Histeria e Antifaz se aliavam a Rocky Romero. Em 3 de setembro de 2009, na última noite no Japão, Laredo Kid e Super Fly derrotaram Atsushi Aoki e Ippei Ota em um show conjunto AAA/NOAH chamado TripleSEM. Duas semanas depois, Latin Lover, La Parka e Ricky Marvin derrotaram a equipe da La Legión Extranjera — composta por Abismo Negro, Ron Killings, Kenzo Suzuki e X-Pac — em uma das lutas principais do evento Verano de Escándalo 2007.
No Antonio Peña Memorial Show de 2007, Laredo Kid sofreu uma grave lesão na perna durante uma luta. Ele participava da luta Copa Antonio Peña Gauntlet, enfrentando Ron Killings, quando um Huracanrana do topo da corda não saiu como planejado e Killings caiu sobre a perna de Laredo Kid, quebrando-a. A lesão manteve Laredo Kid afastado dos ringues até o início de 2008.
Laredo Kid retornou de sua lesão no início de 2008, a tempo de se juntar ao "Time AAA", formado por El Alebrije, Charly Manson e Chavo Guerrero, Sr., no Rey de Reyes 2008, onde perderam para a La Legión Extranjera (Electroshock, Kenzo Suzuki, Sabu e Scott Steiner). Em 14 de abril de 2008, Laredo Kid conquistou sua primeira Lucha de Apuesta (luta de aposta) ao vencer uma luta em uma jaula de aço com múltiplos participantes. A luta ficou decidida entre ele e Jaque Mate, com Laredo Kid aplicando o pinfall e forçando Jaque Mate a raspar a cabeça após a luta. Em junho de 2008, Laredo Kid se lesionou novamente na perna durante uma Lucha de Apuestas, após a haste de aço em sua perna não ser inserida corretamente. Nessa luta, Sangre Chicana sacrificou seu cabelo para salvar a máscara de Laredo Kid, que estava machucado. Essa lesão afastou Laredo Kid dos ringues, interrompendo seu progresso, enquanto Super Fly e Aero Star assumiram o protagonismo do grupo Real Fuerza Aérea e passaram a participar de lutas de maior destaque mesmo após o retorno de Laredo Kid.
Laredo Kid foi um dos 13 competidores em uma luta Domo de la Muerte, que serviu para determinar os participantes de um torneio para coroar o primeiro campeão dos pesos-médios da AAA. Laredo Kid derrotou Super Fly na primeira rodada, mas perdeu para Alan Stone na semifinal.

### WWE (2015)
Em 7 de abril de 2015, Laredo Kid participou de uma luta teste para a WWE, na qual lutou sem máscara, usando o nome de ringue Tony Guevara. Em dupla com Sammy Guevara, os dois foram derrotados pelos Los Matadores.

### Impact Wrestling (2017–2019)
No episódio de 30 de março de 2017 do Impact Wrestling, Laredo Kid fez sua estreia na promoção. Ele formou dupla com Garza Jr. em um torneio de duplas pelo título mundial de duplas do Impact. No episódio de 28 de junho de 2019, Laredo Kid se uniu à Latin American Exchange (Ortiz & Santana), mas foram derrotados pelo trio The Rascalz (Dez, Trey & Wentz). Já no episódio de 5 de julho, Laredo Kid foi derrotado por Rohit Raju.

### All Elite Wrestling (2019, 2021)
Em 29 de junho, Laredo Kid fez uma participação especial no primeiro evento AEW Fyter Fest, substituindo Pac e formando equipe com os Lucha Brothers (Pentagón Jr. e Rey Fénix). O trio foi derrotado pelo The Elite (Kenny Omega, Matt Jackson e Nick Jackson). No episódio de 24 de março de 2021 do AEW Dynamite, Laredo Kid retornou à AEW para novamente se juntar aos Lucha Brothers em uma luta contra Brandon Cutler e The Young Bucks.

### Retorno ao Impact Wrestling / Total Nonstop Action Wrestling

#### Perseguição ao Campeonato daX Division(2021-2023)
No episódio de 9 de setembro de 2021 do Before The Impact, Laredo Kid fez seu retorno ao Impact Wrestling após dois anos e derrotou John Skyler. No entanto, Laredo perdeu a revanche para Skyler no episódio de 16 de setembro do Impact Wrestling. No evento Victory Road, Laredo Kid venceu uma luta five-way scramble contra Black Taurus, Jake Something, John Skyler e Trey Miguel. No episódio de 30 de setembro do Impact Wrestling, Laredo Kid competiu na primeira rodada de um torneio pelo vago Campeonato da X Division, onde foi derrotado por Trey Miguel. No Bound for Glory, Laredo Kid participou da luta Call Your Shot Gauntlet, vencida por Moose. No episódio de 4 de novembro do Impact Wrestling, Kid venceu uma luta four-way contra Black Taurus, Rohit Raju e Steve Maclin, tornando-se o desafiante número 1 ao Campeonato da X Division. Porém, no episódio de 18 de novembro do Impact Wrestling, Kid perdeu uma luta para Maclin, o que fez com que Maclin fosse adicionado à luta pelo título de Kid contra Trey Miguel no evento Turning Point, transformando a disputa em uma luta three-way. Kid não conseguiu vencer o título, que foi mantido por Trey Miguel.
Kid foi uma figura constante na X Division e continuou buscando o Campeonato da X Division. No evento Hard To Kill, em 8 de janeiro de 2022, Kid competiu em uma luta four-way, vencida por Mike Bailey. No Under Siege, Kid participou de outra luta da X Division, um combate three-way contra Bailey e Rich Swann, que foi vencida por Swann. No episódio de 19 de maio do Impact!, Kid perdeu para Mike Bailey em uma luta qualificatória Ultimate X para o Campeonato da X Division no Slammiversary. No episódio de 30 de junho do Impact!, Kid competiu em uma luta four-way para determinar o desafiante número 1 ao título da X Division, que foi vencida por Trey Miguel. No evento Against All Odds, Kid foi derrotado por Black Taurus. Em seguida, recebeu outra chance pelo Campeonato da X Division em uma luta Triple Threat Revolver no Victory Road, que foi vencida por Frankie Kazarian. No episódio de 27 de outubro do Before the Impact, Laredo Kid participou de um torneio pelo Campeonato da X Division, mas foi derrotado por Black Taurus.
Kid retornou ao Impact após um hiato no episódio de 13 de abril de 2023 do Impact Wrestling, onde derrotou Black Taurus, Lince Dorado e Rich Swann em uma luta four-way. Na primeira noite do evento Impact 1000, Kid participou de uma luta Feast or Fired, mas não conseguiu conquistar nenhuma maleta. No show UltraClash, copromovido pela Impact e pela AAA, Laredo Kid fez dupla com Tommy Dreamer e derrotou Taurus e Brian Myers.

#### Campeão de Mídia Digital e Aztec Warriors (2024-presente)
No Hard To Kill de 13 de janeiro de 2024, primeiro evento promovido após o rebranding da TNA, Laredo Kid fez equipe com Mike Bailey para desafiar o ABC (Ace Austin e Chris Bey) em uma luta four-way de duplas pelo Campeonato Mundial de Duplas da TNA, que também contou com os Grizzled Young Veterans (James Drake e Zack Gibson) e The Rascalz (Trey Miguel e Zachary Wentz). No entanto, o ABC reteve os títulos. Logo depois, Kid iniciou uma rivalidade com Crazzy Steve pelo Campeonato de Mídia Digital da TNA. Kid desafiou Steve pelo título no episódio de 11 de abril do Impact!, mas perdeu por desqualificação. Porém, Kid venceu Steve na revanche no evento Rebellion em 20 de abril. Kid teve o título por apenas um mês, defendendo com sucesso contra KC Navarro no Under Siege, antes de perder o campeonato para AJ Francis no 20º aniversário do Impact!.
Após a perda do título, Laredo Kid voltou à X Division, ao derrotar Bhupinder Gujjar e Jai Vidal em uma luta three-way no episódio de 22 de agosto do Impact!, garantindo sua vaga na luta Ultimate X pelo Campeonato da X Division no Emergence, onde Zachary Wentz conquistou o título. No evento Bound for Glory, Kid participou da luta Call Your Shot Gauntlet para ganhar uma futura oportunidade por título à sua escolha, mas a vitória ficou com Frankie Kazarian. No Turning Point, Laredo desafiou Moose pelo Campeonato da X Division, mas foi derrotado.
Em 14 de março de 2025, no evento Sacrifice, Laredo começou a fazer dupla com Octagón Jr. formando os Aztec Warriors. A dupla foi derrotada pelo time Fir$t Cla$$ (AJ Francis e KC Navarro). Por volta dessa época, seu nome de ringue na TNA foi reduzido para apenas Laredo. Os Aztec Warriors se vingaram do Fir$t Cla ao se unirem a Chavo Guerrero Jr. para derrotar Frankie Kazarian e Fir$t Cla em uma luta de trios no episódio de 27 de março do Impact!. Os Aztec Warriors se recuperaram ao vencerem equipes como The Great Hands (Jason Hotch e John Skyler) e The Northern Armory (Judas Icarus e Travis Williams) em maio.

## Outras mídias
No final do verão de 2019, Laredo Kid foi um dos participantes da versão mexicana do reality show esportivo Exathlon. Ele integrou a equipe de "celebridades/atletas" do programa, competindo contra uma equipe de amadores. O programa era exibido vários dias por semana no canal mexicano Azteca Uno.

## Títulos e prêmios
- Lucha Maniaks

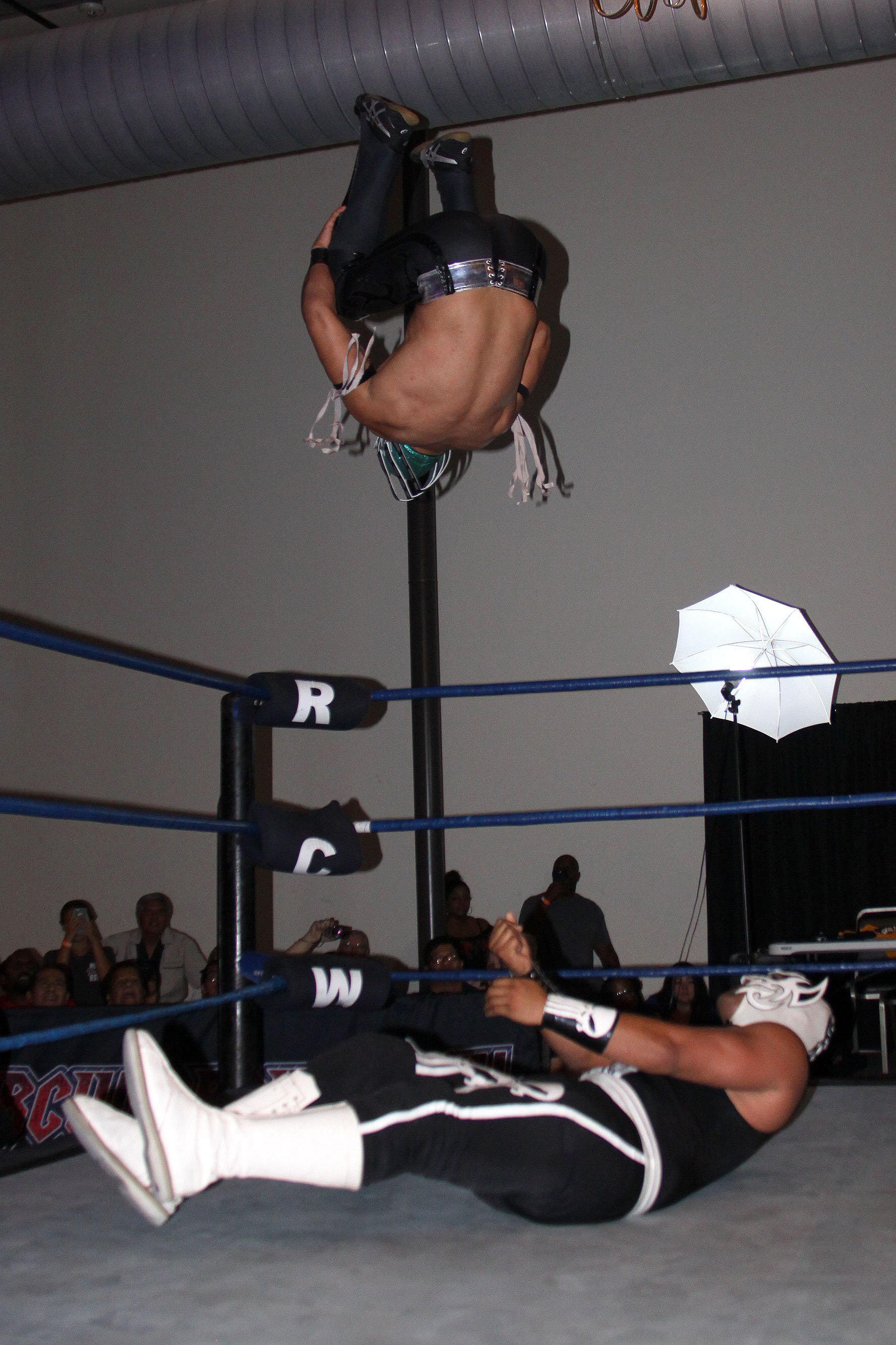
Laredo Kid executando um 450 splash.

  - Lucha Maniaks International Championship (1 vez)
- Llaves y Candados
  - LyC Cruiserweight Championship (1 vez)[37]
- Lucha Libre AAA Worldwide
  - AAA World Cruiserweight Championship (2 vezes, atual)[38]
  - AAA Showcenter Championship (1 vez, atual)
  - AAA World Trios Championship (1 vez) – com El Hijo del Vikingo e Myzteziz Jr.
  - Lucha Capital (Masculino 2018)
  - Rey de Reyes (2021)[39]
  - Torneio Luchando Por un Sueño
  - Lucha Libre World Cup: Divisão Masculina 2023; com Pentagón Jr. e Taurus[40]
- Maximum Assault Wrestling
  - MAW Championship (1 vez)[41]
- Pro Wrestling Illustrated
  - PWI o colocou na #22ª posição dos 500 melhores lutadores individuais no PWI 500 em 2021[42]
- Pro Wrestling Blitz
  - PWB Tag Team Championship (1 vez) – com Garza Jr.
- RGR Lucha Libre
  - RGR Supremo Championship (1 vez, atual)[43]
- Total Nonstop Action Wrestling
  - Campeonato de Mídia Digital da TNA (1 vez)
- World Wrestling League
  - WWL Americas Championship (1 vez)[44]
- Outras conquistas
  - Tamaulipas State Tag Team Championship (1 vez) – com Hombre Sin Miedo[6]

## Luchas de Apuestas
| Vencedor (aposta)    | Perdedor (aposta)           | Local                   | Evento         | Data                | Notas             |
| -------------------- | --------------------------- | ----------------------- | -------------- | ------------------- | ----------------- |
| Laredo Kid (máscara) | Jaque Mate (cabelo)         | Novo Laredo, Tamaulipas | Evento ao vivo | 14 de abril de 2008 | [ 27 ]            |
| Laredo Kid (máscara) | Sangre Chicana (cabelo)     | Novo Laredo, Tamaulipas | Evento ao vivo | 6 de junho de 2008  | [ 27 ] [ Note 1 ] |
| Laredo Kid (máscara) | Guerrero Negro Jr. (cabelo) | Fort Worth, Texas       | Evento ao vivo | 26 de abril de 2015 | [ Note 2 ]        |